# Hans-Joachim Kulenkampff
Pour les articles homonymes, voir Kulenkampff.
Hans-Joachim Kulenkampff, surnommé Kuli, né à Brême (Allemagne) le 27 avril 1921 et mort à Seeham (Autriche) le 14 août 1998, est un acteur et animateur de télévision allemande, surtout connu pour avoir animé le jeu télévisé Einer wird gewinnen (de) diffusé de 1964 à 1969 et de 1979 à 1987 (89 émissions).

## Galerie

Divers
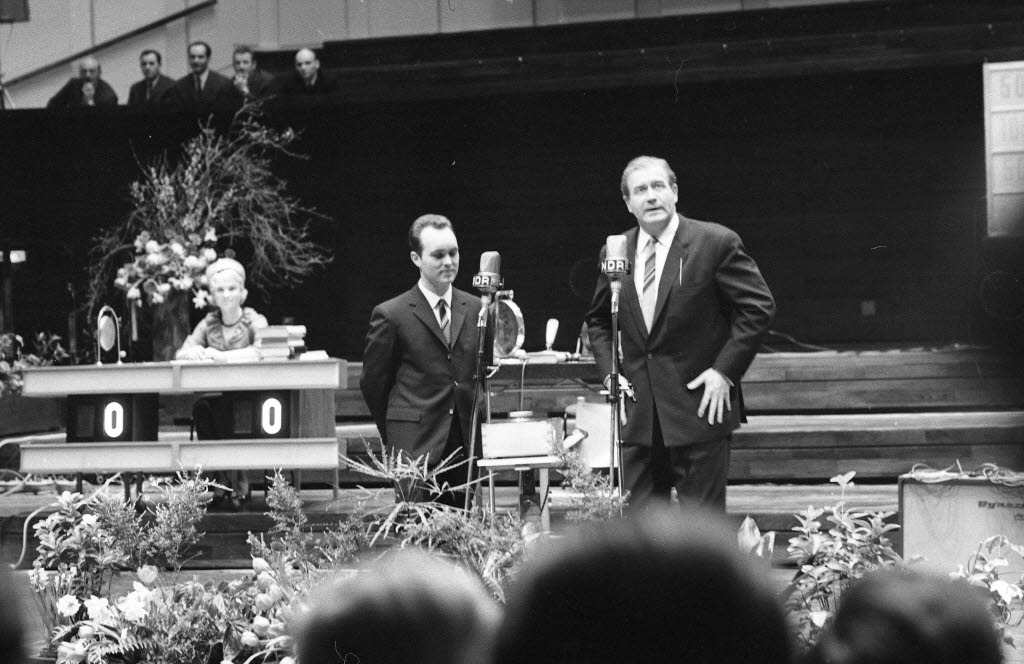
Hans-Joachim Kulenkampff, 1966.
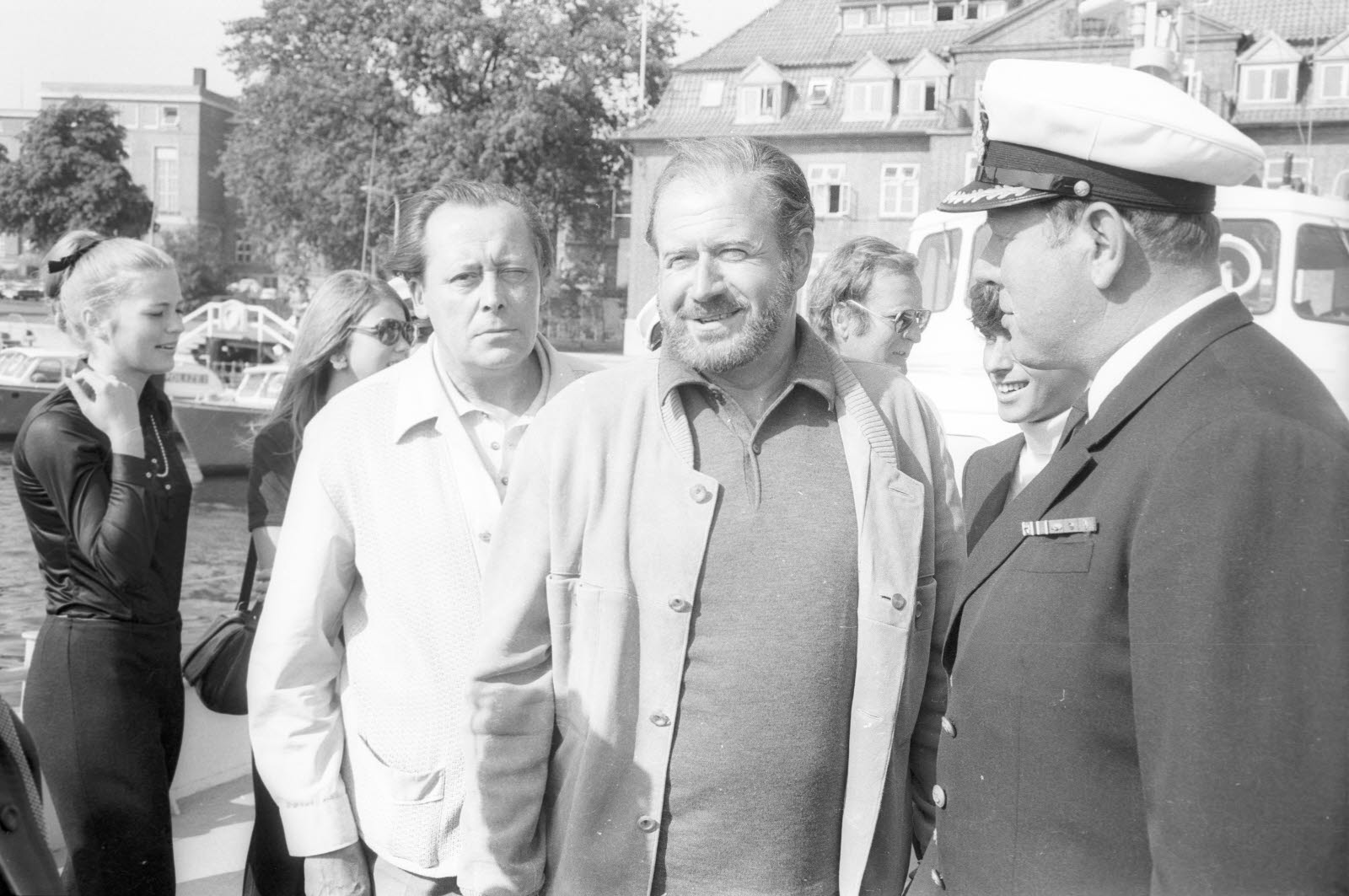
Hans-Joachim Kulenkampff, 1969.
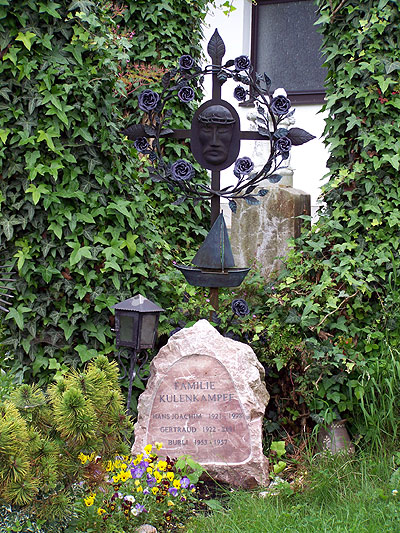
Tombe.
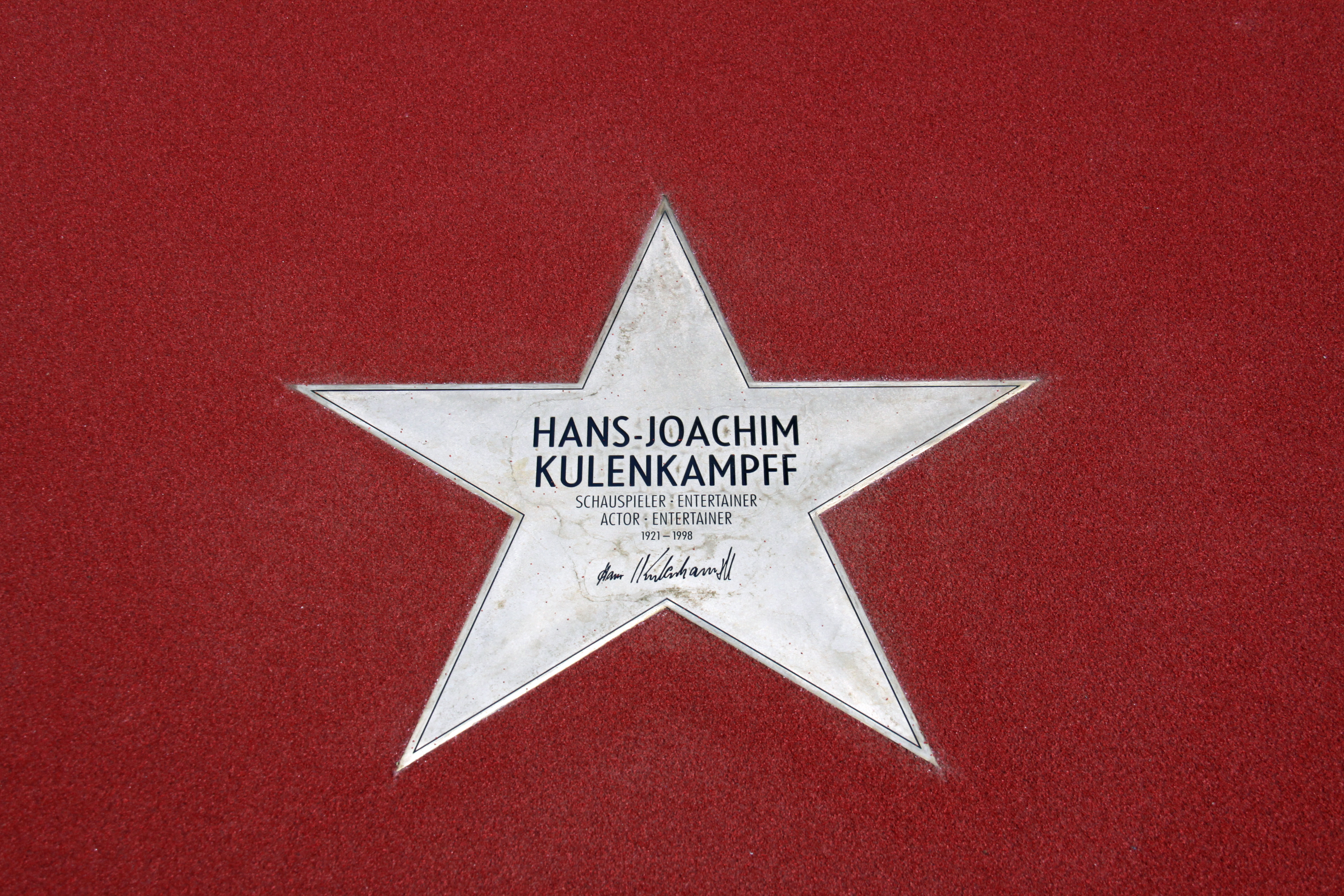
Hans-Joachim Kulenkampff ("Boulevard der Stars" - Berlin)